# Янг, Джефф
Джефф Янг (англ. Jeff Young) — американский гитарист, участник трэш-метал-группы Megadeth.

## Карьера
Джефф Янг родился 31 марта 1962 года в штате Мичиган. Детство его прошло в городе Анн-Арбор. После окончания школы в родном городе Янг переезжает в Голливуд и поступает в музыкальный институт, который оканчивает в 1985 году. После университета он становится учителем по гитаре.
Фронтмен Megadeth Дэйв Мастейн взял Джеффа в группу, когда увидел, как тот выучил и сыграл соло Криса Поланда из песни «Wake Up Dead» за 30 минут. Вместе с группой в 1988 году он записал в будущем платиновый альбом "So Far, So Good... So What!"
Несмотря на участие в группе, имевшей множество поклонников, Янг чувствовал себя «не в своей тарелке». На сцене он почти не двигался, находился на одном месте и все его внимание было уделено гитаре. Гитара висела на груди (как у джазового музыканта), да и к тому же он не употреблял наркотики, в отличие от остальных. Он явно не был стереотипным участником метал-группы.